# Dylan Windler
Dylan Windler (Indianapolis, 22 settembre 1996) è un cestista statunitense.

## Carriera
Dopo un quadriennio trascorso con i Belmont Bruins, nel 2019 viene chiamato con la 26ª scelta assoluta dai Cleveland Cavaliers.

## Statistiche

### NCAA
| Anno      | Squadra        | PG  | PT | MP   | TC%  | 3P%  | TL%  | RP   | AP  | PRP | SP  | PP   |
| --------- | -------------- | --- | -- | ---- | ---- | ---- | ---- | ---- | --- | --- | --- | ---- |
| 2015-2016 | Belmont Bruins | 32  | 1  | 18,4 | 49,0 | 23,9 | 68,2 | 4,5  | 0,9 | 0,6 | 0,6 | 4,3  |
| 2016-2017 | Belmont Bruins | 30  | 30 | 30,1 | 53,3 | 39,8 | 73,3 | 6,3  | 1,6 | 0,9 | 1,0 | 9,2  |
| 2017-2018 | Belmont Bruins | 33  | 33 | 35,4 | 55,9 | 42,6 | 71,8 | 9,3  | 2,7 | 1,0 | 0,9 | 17,3 |
| 2018-2019 | Belmont Bruins | 33  | 33 | 33,2 | 54,0 | 42,9 | 84,7 | 10,8 | 2,5 | 1,4 | 0,6 | 21,3 |
| Carriera  | Carriera       | 128 | 97 | 29,4 | 54,1 | 40,6 | 76,3 | 7,8  | 2,0 | 1,0 | 0,8 | 13,2 |

#### Massimi in carriera
- Massimo di punti: 41 vs Morehead State (9 febbraio 2019)[2]
- Massimo di rimbalzi: 21 vs Austin Peay State (8 marzo 2019)
- Massimo di assist: 7 vs Lipscomb (4 dicembre 2008)
- Massimo di palle rubate: 4 vs Tennessee Tech (10 febbraio 2018)
- Massimo di stoppate: 4 vs Morehead State (18 febbraio 2017)
- Massimo di minuti giocati: 42 (2 volte)

### NBA

#### Regular Season
| Anno      | Squadra             | PG  | PT | MP   | TC%  | 3P%  | TL%  | RP  | AP  | PRP | SP  | PP  |
| --------- | ------------------- | --- | -- | ---- | ---- | ---- | ---- | --- | --- | --- | --- | --- |
| 2020-2021 | Cleveland Cavaliers | 31  | 0  | 16,5 | 43,8 | 33,8 | 77,8 | 3,5 | 1,1 | 0,6 | 0,4 | 5,2 |
| 2021-2022 | Cleveland Cavaliers | 50  | 0  | 9,2  | 37,8 | 30,0 | 83,3 | 1,8 | 0,7 | 0,3 | 0,1 | 2,2 |
| 2022-2023 | Cleveland Cavaliers | 3   | 0  | 3,3  | 66,7 | 50,0 | -    | 0,0 | 0,3 | 0,3 | 0,0 | 1,7 |
| 2023-2024 | N.Y. Knicks         | 3   | 0  | 2,3  | 50,0 | 50,0 | -    | 0,3 | 0,3 | 0,0 | 0,0 | 1,0 |
| 2023-2024 | L.A. Lakers         | 8   | 0  | 3,5  | 44,4 | 50,0 | -    | 0,4 | 0,8 | 0,0 | 0,0 | 1,5 |
| 2023-2024 | Atlanta Hawks       | 6   | 0  | 12,2 | 52,6 | 47,1 | -    | 2,0 | 0,5 | 0,3 | 0,0 | 4,7 |
| Carriera  | Carriera            | 101 | 0  | 10,8 | 42,5 | 34,7 | 80,0 | 2,1 | 0,8 | 0,4 | 0,1 | 3,2 |

#### Massimi in carriera
- Massimo di punti: 15 vs Atlanta Hawks (23 febbraio 2021)[3]
- Massimo di rimbalzi: 10 vs Portland Trail Blazers (12 febbraio 2021)
- Massimo di assist: 4 (2 volte)
- Massimo di palle rubate: 3 vs Philadelphia 76ers (27 febbraio 2021)
- Massimo di stoppate: 2 (2 volte)
- Massimo di minuti giocati: 26 vs Boston Celtics (24 gennaio 2021)